# Calythea setifrons
Calythea setifrons är en tvåvingeart som beskrevs av Ackland 1968. Calythea setifrons ingår i släktet Calythea och familjen blomsterflugor. Inga underarter finns listade i Catalogue of Life.